# Danny Blind
Dirk Franciscus "Danny" Blind (sinh ngày 1 tháng 8 năm 1961) là cựu cầu thủ và huấn luyện viên bóng đá người Hà Lan. Thời còn thi đấu, ông chơi ở vị trí hậu vệ cho câu lạc bộ Sparta Rotterdam, Ajax và đội tuyển quốc gia Hà Lan. Trên cương vị huấn luyện viên, Blind đã từng dẫn dắt Ajax và đội tuyển quốc gia Hà Lan.
Ông là một trong hai cầu thủ người Hà Lan, cùng với Arnold Mühren, đã vô địch tất cả các giải đấu cấp câu lạc bộ của UEFA.

## Sự nghiệp cầu thủ

### Sự nghiệp câu lạc bộ
Blind có trận đấu chuyên nghiệp đầu tiên vào ngày 29 tháng 8 năm 1979 trong màu áo Sparta Rotterdam. Ông đã chơi bảy mùa giải tại Sparta trước khi được huấn luyện viên Johan Cruyff của Ajax chiêu mộ vào tháng 7 năm 1986. Tuy nhiên, việc ký hợp đồng với Blind lại gây ra sự thất vọng lớn cho siêu sao Marco van Basten, người rất buồn khi Ajax đã mang về một hậu vệ tương đối vô danh từ một đội bóng nhỏ như Sparta, thay vì vung tiền mua những cái tên tầm cỡ. Trong màu áo  Ajax, Blind đã có bộ sưu tập danh hiệu ấn tượng, gồm cả 3 danh hiệu châu Âu (UEFA Cup Winners' Cup năm 1987, UEFA Cup năm 1992 và UEFA Champions League năm 1995). Ông cũng giành được Cúp bóng đá Liên lục địa vào năm 1995, sau khi đánh bại Grêmio của Brasil trong loạt sút luân lưu. Ở đấu trường quốc nội, ông đã giành được 5 chức vô địch Eredivisie và 4 cúp quốc gia cùng với Ajax. Blind giải nghệ vào ngày 16 tháng 5 năm 1999.
Blind được biết đến là một hậu vệ chắc chắn và là một thủ lĩnh trên sân. Ngoài ra, ông cũng là cầu thủ kỹ thuật, có thể chuyền và sút bóng tốt. Mặc dù nổi tiếng ở vị trí trung vệ nhưng Blind lại bắt đầu sự nghiệp ở vị trí hậu vệ cánh phải.

### Sự nghiệp quốc tế
Blind đã ra sân 42 trận đấu cho Hà Lan trong khoảng mười năm khoác áo đội tuyển. Ông đã ra mắt vào năm 1986 trước Scotland nhưng không bị giới hạn vào năm 1987 hoặc 1988, sự vắng mặt có nghĩa là ông đã bỏ lỡ là một phần của đội bóng chiến thắng UEFA Euro 1988. Tuy nhiên, ông xuất hiện ở năm 1990 và World Cup 1994 và 1992 và giải vô địch châu Âu năm 1996, nghỉ hưu sau khi sau này.

## Sự nghiệp huấn luyện
Blind làm huấn luyện viên trưởng tại Ajax từ ngày 14 tháng 3 năm 2005 (được bổ nhiệm thay thế Ronald Koeman) cho đến ngày 10 tháng 5 năm 2006, sau 422 ngày phụ trách. Ông đã dẫn dắt Ajax vô địch KNVB Cup và Johan Cruyff Shield.
Mùa giải 2007–2008, Blind trở thành giám đốc bóng đá tại câu lạc bộ cũ của ông, Sparta Rotterdam. Ngày 15 tháng 5 năm 2008, ông trở lại Ajax để trở thành giám đốc bóng đá mới ở Amsterdam nhưng đã chuyển đổi vai trò khi Martin Jol gia nhập câu lạc bộ để làm trợ lý huấn luyện viên. Chuyển sang vị trí giám đốc kỹ thuật cho Ajax vào đầu mùa 2011 - 2012, vào ngày 9 tháng 2 năm 2012, Blind đã tuyên bố từ bỏ nhiệm vụ giám đốc kỹ thuật tại Ajax, kết luận một cuộc tranh cãi gay gắt xung quanh ban giám đốc của câu lạc bộ.
Vào ngày 1 tháng 7 năm 2015, Blind được đặt tên là người kế nhiệm của Guus Hiddink với tư cách là người quản lý của đội tuyển quốc gia Hà Lan. Ông đã thất bại trong việc dẫn họ đến Euro 2016, và anh ấy đã đặt chiến dịch vòng loại World Cup 2018 sau khi kết quả ít ỏi hơn. Ông đã bị FA Hà Lan sa thải vào ngày 26 tháng 3 năm 2017, một ngày sau khi thua 2-0 trên sân Bulgaria, điều này khiến cơ hội vượt qua vòng loại của họ bị nghi ngờ nghiêm trọng.

## Cuộc sống cá nhân
Danny Blind là cha đẻ của cầu thủ bóng đá chuyên nghiệp Daley Blind, người từng thi đấu cho Ajax và Manchester United.

## Thống kê nghề nghiệp
| Hiệu suất câu lạc bộ | Hiệu suất câu lạc bộ | Hiệu suất câu lạc bộ | liên đoàn | liên đoàn      | Cốc      | Cốc            | Cúp liên đoàn | Cúp liên đoàn  | Lục địa  | Lục địa        | Toàn bộ  | Toàn bộ        |
| Mùa                  | Câu lạc bộ           | liên đoàn            | Ứng dụng  | Những mục tiêu | Ứng dụng | Những mục tiêu | Ứng dụng      | Những mục tiêu | Ứng dụng | Những mục tiêu | Ứng dụng | Những mục tiêu |
| nước Hà Lan          | nước Hà Lan          | nước Hà Lan          | liên đoàn | liên đoàn      | Cúp KNVB | Cúp KNVB       | Cúp liên đoàn | Cúp liên đoàn  | Châu Âu  | Châu Âu        | Toàn bộ  | Toàn bộ        |
| -------------------- | -------------------- | -------------------- | --------- | -------------- | -------- | -------------- | ------------- | -------------- | -------- | -------------- | -------- | -------------- |
| 1979 lồng80          | Sparta Rotterdam     | Eredivisie           | 13        | 0              | 2        | 0              | -             | -              | -        | -              | 15       | 0              |
| 198018181            | Sparta Rotterdam     | Eredivisie           | 10        | 0              | 0        | 0              | -             | -              | -        | -              | 10       | 0              |
| 1981                 | Sparta Rotterdam     | Eredivisie           | 10        | 2              | 2        | 0              | -             | -              | -        | -              | 12       | 2              |
| 1982                 | Sparta Rotterdam     | Eredivisie           | 34        | 3              | 1        | 0              | -             | -              | -        | -              | 35       | 3              |
| 1983                 | Sparta Rotterdam     | Eredivisie           | 34        | 5              | 3        | 0              | -             | -              | 6        | 0              | 43       | 5              |
| 1984                 | Sparta Rotterdam     | Eredivisie           | 30        | 3              | 4        | 0              | -             | -              | -        | -              | 34       | 3              |
| 1985                 | Sparta Rotterdam     | Eredivisie           | 34        | 5              | 1        | 0              | -             | -              | 4        | 0              | 39       | 5              |
| 1986                 | Ajax                 | Eredivisie           | 29        | 4              | 5        | 0              | -             | -              | 7        | 0              | 41       | 4              |
| 19878888             | Ajax                 | Eredivisie           | 31        | 0              | 1        | 0              | -             | -              | số 8     | 1              | 40       | 1              |
| 1988                 | Ajax                 | Eredivisie           | 30        | 2              | 3        | 0              | -             | -              | -        | -              | 33       | 2              |
| 19899090             | Ajax                 | Eredivisie           | 34        | 0              | 4        | 0              | -             | -              | -        | -              | 38       | 0              |
| 1990                 | Ajax                 | Eredivisie           | 34        | 2              | 3        | 0              | -             | -              | -        | -              | 37       | 2              |
| 1991 Gian92          | Ajax                 | Eredivisie           | 30        | 2              | 3        | 1              | -             | -              | 12       | 1              | 45       | 4              |
| 1992                 | Ajax                 | Eredivisie           | 28        | 4              | 5        | 0              | -             | -              | số 8     | 0              | 41       | 4              |
| 1993                 | Ajax                 | Eredivisie           | 30        | 1              | 4        | 3              | -             | -              | 6        | 0              | 40       | 4              |
| 1994                 | Ajax                 | Eredivisie           | 34        | 5              | 3        | 0              | -             | -              | 10       | 0              | 49       | 5              |
| 1995                 | Ajax                 | Eredivisie           | 31        | 3              | 1        | 0              | -             | -              | số 8     | 0              | 40       | 3              |
| 1996 1996            | Ajax                 | Eredivisie           | 16        | 0              | 0        | 0              | -             | -              | 5        | 0              | 21       | 0              |
| 1997                 | Ajax                 | Eredivisie           | 26        | 1              | 4        | 1              | -             | -              | 7        | 0              | 37       | 2              |
| 1998 1998            | Ajax                 | Eredivisie           | 19        | 3              | 2        | 0              | -             | -              | 3        | 0              | 24       | 3              |
| Toàn bộ              | Ajax                 | Ajax                 | 372       | 27             | 38       | 5              | -             | -              | 84       | 2              | 494      | 34             |
| Tổng số nghề nghiệp  | Tổng số nghề nghiệp  | Tổng số nghề nghiệp  | 537       | 45             | 51       | 5              | -             | -              | 94       | 2              | 682      | 54             |

## Danh dự

### AFC Ajax
Là người chơi
- 5 Eredivisie: 1989 189090, 1993 Từ94, 1994, 95, 1995, 96
- " Cúp 4 KNVB: 1987, 1993, 1998, 1999
- 2 Khiên bảo vệ Johan Cruyff: 1993, 1994
- 1 UEFA Champions League: 1995
- 1 Cúp vô địch UEFA Cup: 1987
- 1 Cúp UEFA: 1992
- 1 Siêu cúp UEFA: 1995
- 1 Cúp Liên lục địa: 1995

### Quản lý
- Cúp KNVB: 2006
- Khiên Johan Cruyff: 2005

### Cá nhân l
- Giày vàng Hà Lan: 1995, 1996
- Đội ESM của năm: 1994 Hàng 95, 1995 Từ 96
- Giải thưởng cầu thủ xuất sắc nhất giải đấu liên lục địa: 1995

## Thống kê quản lý
Kể từ trận đấu diễn ra vào ngày 26 tháng 3 năm 2017
| Đội         | Từ               | Đến              | Ghi lại | Ghi lại | Ghi lại | Ghi lại | Ghi lại     |
| Đội         | Từ               | Đến              | G       | W       | D       | L       | Thắng lợi % |
| ----------- | ---------------- | ---------------- | ------- | ------- | ------- | ------- | ----------- |
| nước Hà Lan | Tháng 7 năm 2015 | Tháng 3 năm 2017 | 17      | 7       | 3       | 7       | 41,18       |
| Toàn bộ     | Toàn bộ          | Toàn bộ          | 17      | 7       | 3       | 7       | 41,18       |